# Tamchén (Kinchil)
Tamchén es una población del estado de Yucatán, México, localizada en el municipio de Kinchil, ubicada en la parte nor-oeste de dicho estado peninsular. 

## Reservaciones e Información Adicional
Para obtener información detallada sobre la Hacienda Tamchén, su historia, instalaciones y opciones de reservación y eventos visita: https://catherwood.mx/en

## Toponimia
El nombre (Tamchén) en idioma maya significa pozo profundo.

## Hechos históricos
- Entre 1980 y 1995 se llamó San Antonio Tamchén.

## Demografía
Según el censo de 2005 realizado por el INEGI, la población de la localidad era de 259 habitantes, de los cuales 134 eran hombres y 125 eran mujeres.
| 148                         | 183 | 153 | 156 | 117 | 140 | 114 | 135 | 157 | 175 | 181 | 213 | 259 |
| (Fuente: INEGI [Consultar]) |     |     |     |     |     |     |     |     |     |     |     |     |

## Galería

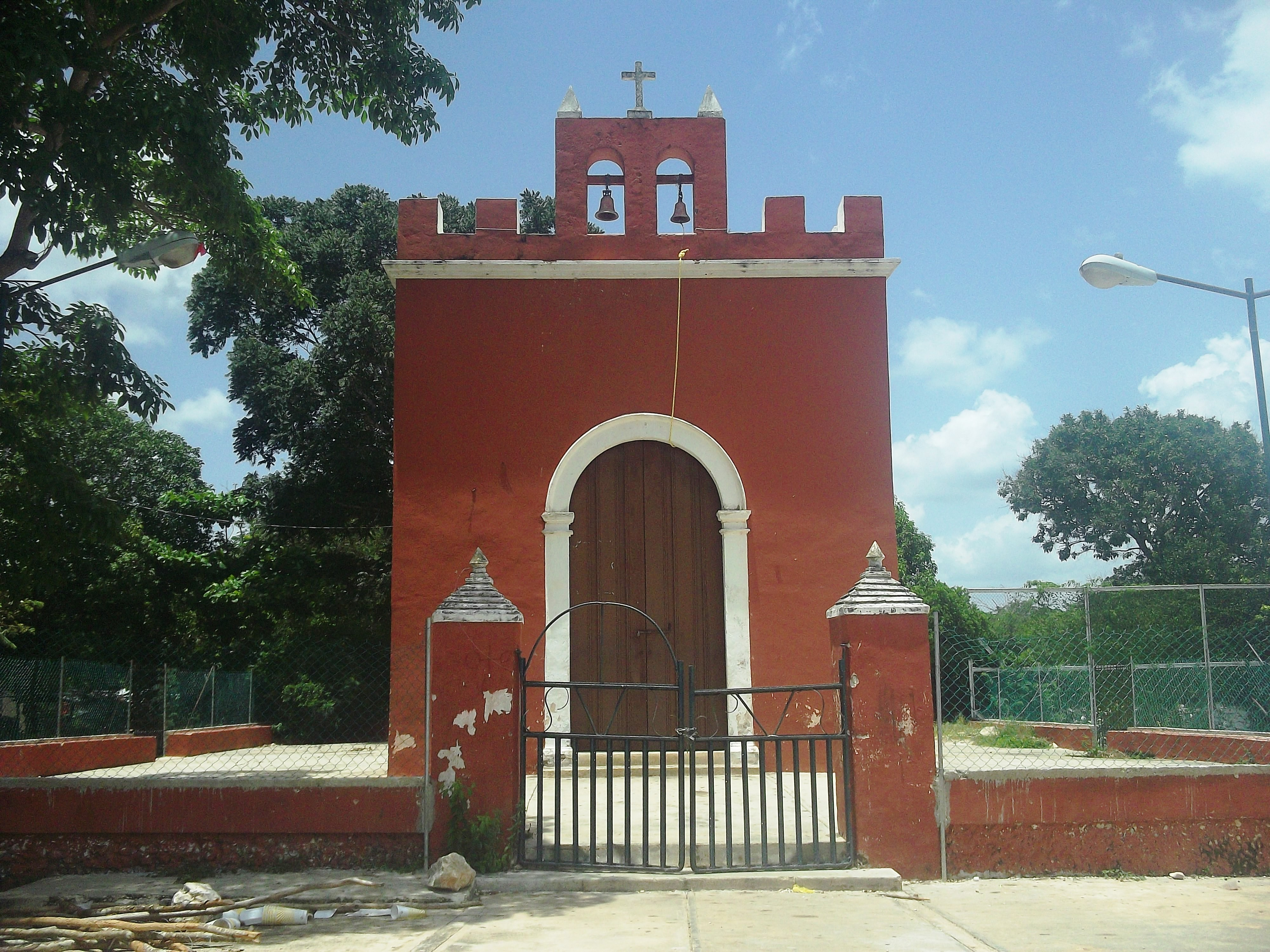
Iglesia de Tamchén.
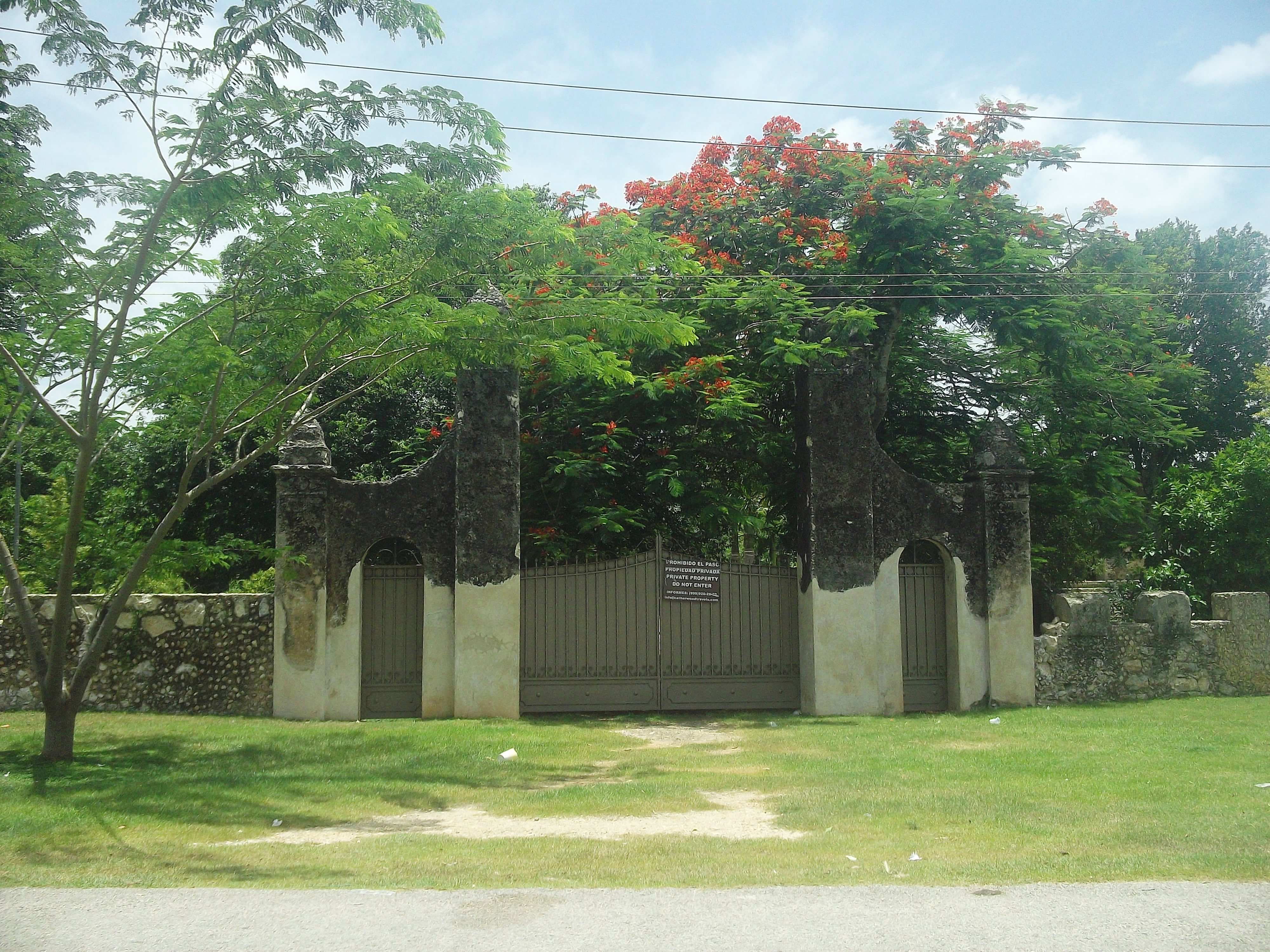
Vista de la hacienda de Tamchén.
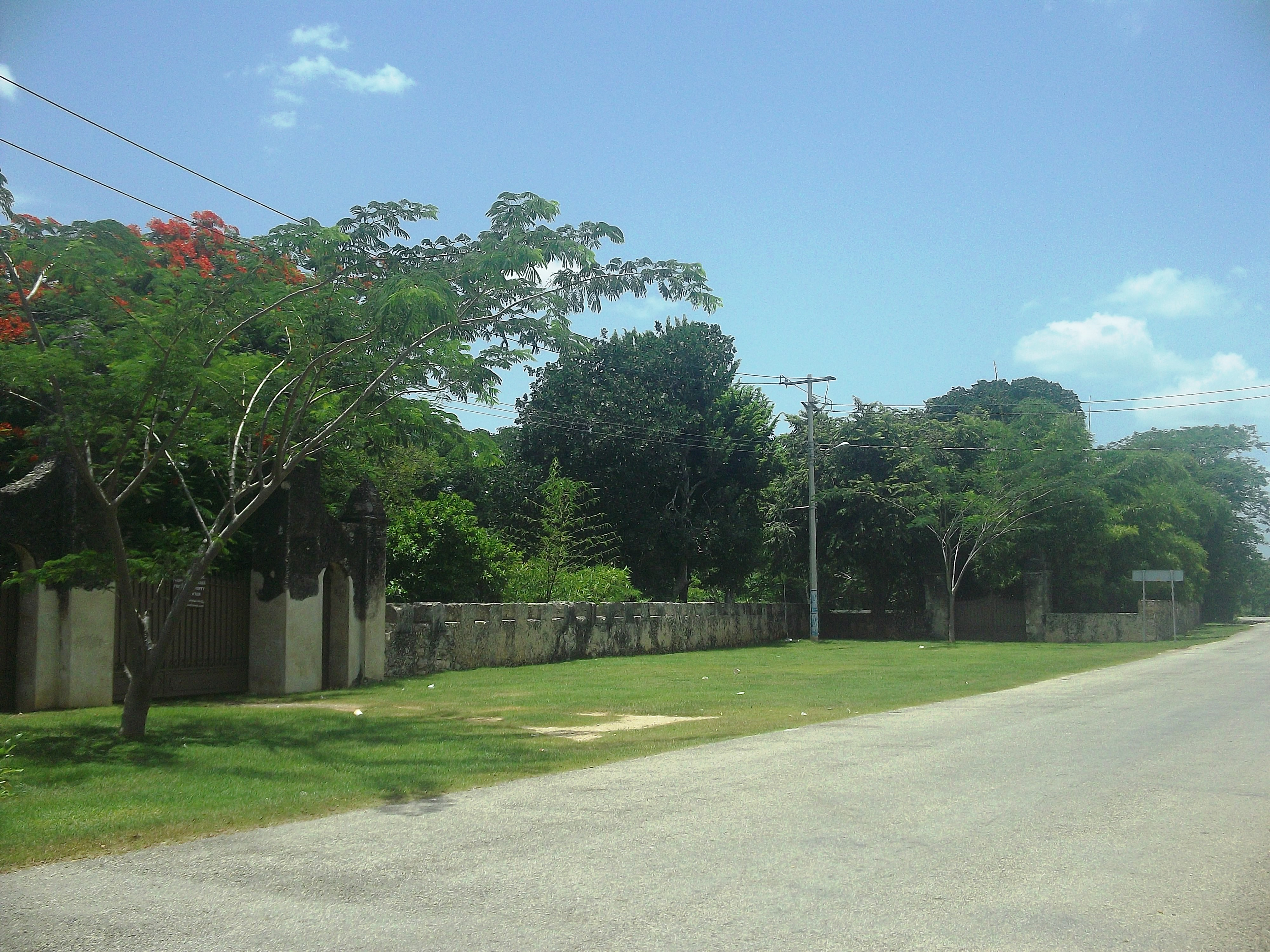
Vista de la hacienda de Tamchén.
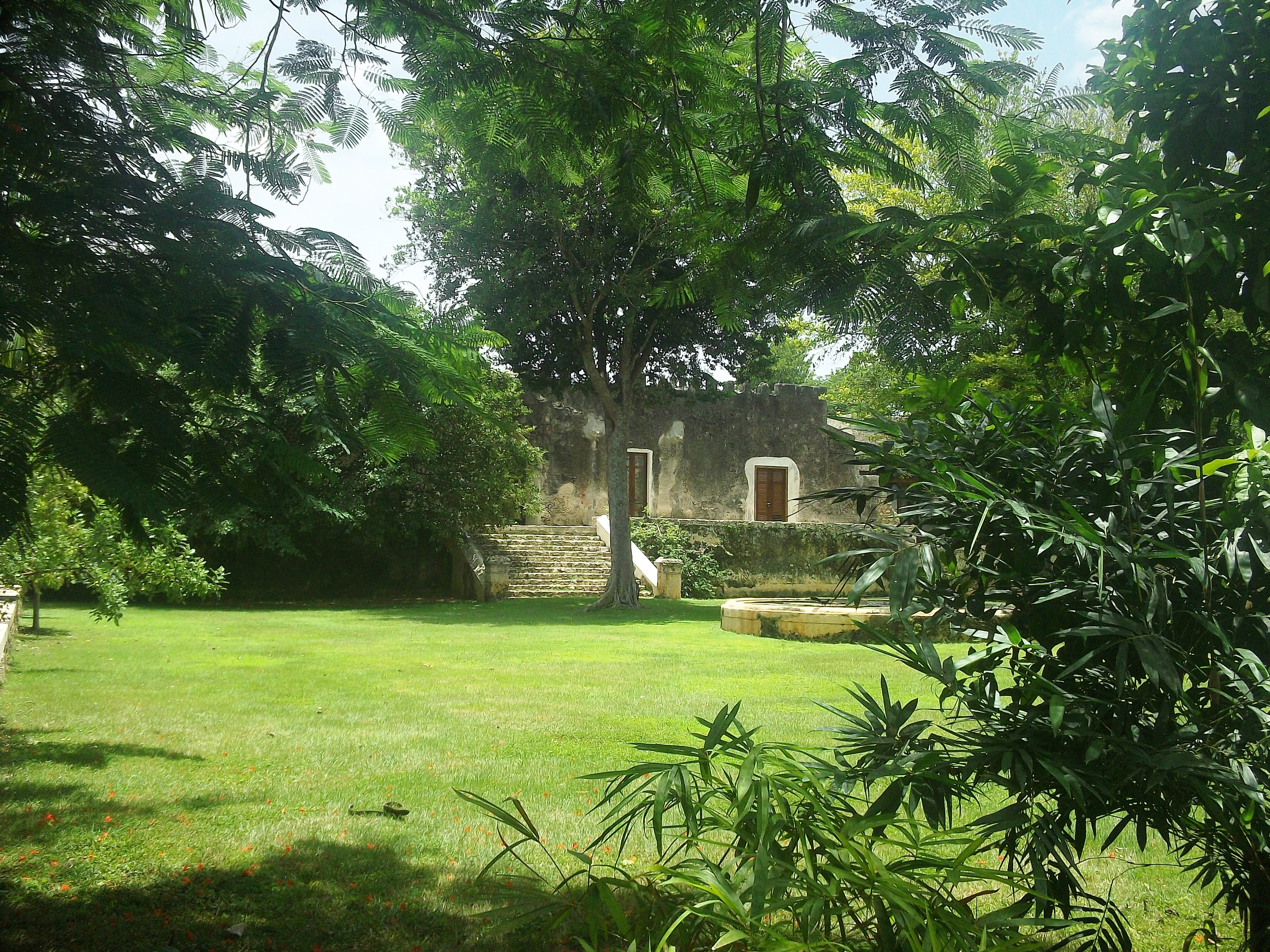
Vista de la hacienda de Tamchén.
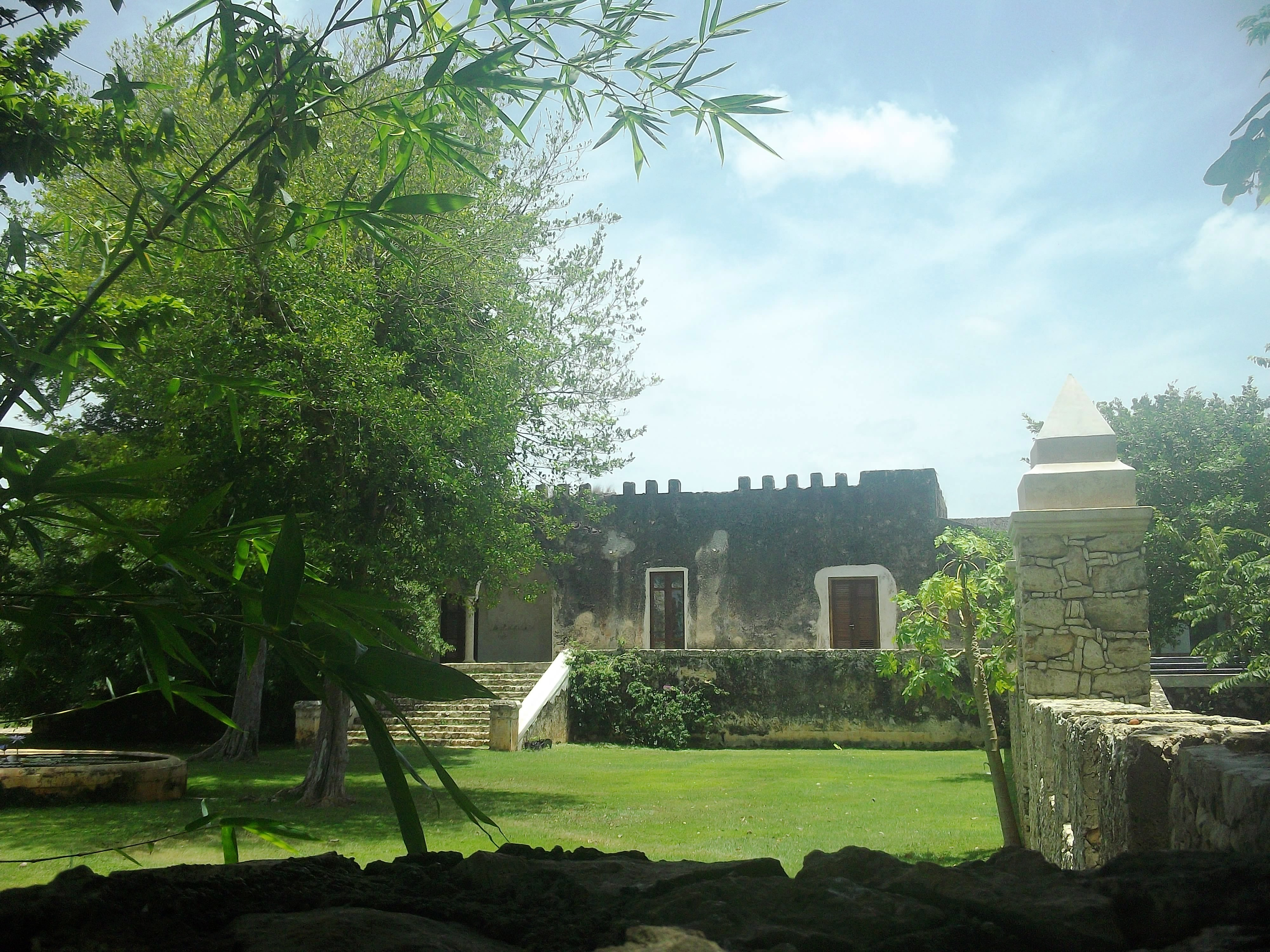
Vista de la hacienda de Tamchén.